# Salomón Chertorivski Woldenberg
Salomón Chertorivski Woldenberg (Ciudad de México, 28 de septiembre de 1974) es un político y economista mexicano, miembro del partido Movimiento Ciudadano. Se desempeñó como secretario de Salud durante el gobierno del presidente Felipe Calderón de 2011 a 2012.
Fue titular de la Secretaría de Desarrollo Económico de la Ciudad de México desde 2012 hasta 2017, cuando contendió para la candidatura de la coalición Por la CDMX al Frente. En 2024 fue candidato a la Jefatura de Gobierno de la Ciudad de México por Movimiento Ciudadano.
Es licenciado y maestro en economía por el Instituto Tecnológico Autónomo de México, y maestro en políticas públicas por la Universidad de Harvard.
Como catedrático ha colaborado en el Centro de Investigación y Docencia Económica (CIDE), así como en el Instituto Tecnológico Autónomo de México (ITAM) y en la Universidad Iberoamericana.

## Trayectoria
Nació en la Ciudad de México el 28 de septiembre de 1974. Es hijo del estratega y administrador Isaac Chertorivski y de Sara Woldenberg, y hermano de Rita Chertorivski. Su familia es de origen judío de Ucrania y de Polonia, refugiados de la revolución rusa y de la Primera Guerra Mundial en México durante la década de 1920.

### Formación académica
Ingresó al Instituto Tecnológico Autónomo de México como estudiante de la licenciatura de economía. Se enfocó en el área de política social para combatir la pobreza. En sus años de universidad, emprendió ideas como paneles prefabricados para la construcción de viviendas y abastecimiento de lentes para niños de comunidades rurales. Cursó en su alma mater una maestría en economía, y después una maestría en política pública por la Universidad de Harvard.

## Política
De 2001 a 2006, se desempeñó como coordinador del gabinete social del gobierno de Michoacán, encabezado por el gobernador Lázaro Cárdenas Batel.
En diciembre de 2006, el presidente Felipe Calderón lo nombró director general de Diconsa y el 20 de marzo de 2009 pasó a ser Comisionado Nacional de Protección Social en Salud, encabezando el Seguro Popular de atención médica dirigido a mexicanos que no se encuentran afiliados a sistemas como el IMSS o el ISSSTE.
El 9 de septiembre de 2011, el presidente Calderón lo designó nuevo titular de la Secretaría de Salud en sustitución de José Ángel Córdova Villalobos.
El 5 de diciembre de 2012 el recién electo jefe de Gobierno de Ciudad de México, Miguel Ángel Mancera lo designó como secretario de Desarrollo Económico, tomando protesta ese mismo día.
El 9 de diciembre de 2017, renuncia a su cargo para contender como aspirante a candidato de la coalición Por la CDMX al Frente a la Jefatura de Gobierno, perdiendo frente a su adversaria Alejandra Barrales. Fue invitado por el candidato presidencial, Ricardo Anaya a formar parte de su equipo de transición como responsable de propuesta y programa de gobierno.

### Política social

#### Salario mínimo
En 2014, el jefe de Gobierno Miguel Ángel Mancera presentó una propuesta para aumentar el salario mínimo con el apoyo de Chertorivski. La iniciativa proponía incrementar de 67.29 a 80 pesos y un año después pueda ser de entre 87 y 100 pesos diarios. Sin embargo, la propuesta no fue aprobada sino hasta 2016 por la Comisión Nacional de los Salarios Mínimos con un aumento a 80.04 pesos.
Ese mismo año en noviembre, la Confederación Patronal Mexicana (Coparmex) propuso elevar el salario mínimo a 89.35 pesos, iniciativa que respaldó Chertorivski.

#### Seguro Popular
Durante su gestión como Comisionado Nacional de Protección Social en Salud en 2009, se alcanzó la afiliación de un millón de mexicanos al mes para conseguir la cobertura universal al Seguro Popular. En 2012 amplió la cobertura al cáncer de ovario de tipo germinal. Formó convenios para proveer del Seguro Popular a los inmigrantes mexicanos en Estados Unidos y a sus familias en México con el apoyo de los consulados mexicanos.

#### Pensando en México
Desde 2019 ha participado en la organización Pensando en México, consejo consultivo formado durante mayo de ese mismo año y que, de acuerdo con sus fundamentos, busca dar espacio a la diversidad de voces en México para diseñar y discutir propuestas que puedan ser llevadas a la política pública.
Este consejo está integrado por académicos, científicos, políticos y diversos personajes de la vida pública mexicana, entre los que destacan Dante Delgado, Cecilia Soto, Enrique Cárdenas, Patricia Mercado, Rafael Pérez Gay, Jacqueline Peschard, entre otros.

#### Defensa del Seguro Popular
En el marco del inicio de operaciones del INSABI (Instituto de Salud para el Bienestar), desde Pensando en México, Salomón Chertorivski junto a los también ex secretarios de Salud Julio Frenk Mora, Mercedes Juan López, José Ángel Córdova Villalobos, Guillermo Soberón Acevedo y José Narro Robles, manifestaron su oposición a la extinción del Seguro Popular, al considerar, entre otras cosas, que dicho programa permitía un acceso universal a los servicios de salud y que su eliminación constituía un retroceso de 40 años para el sistema de salud público en México.

#### Pandemia de COVID-19
A raíz de la pandemia de COVID-19 y a su llegada a México, junto a los integrantes de Pensando en México, promovió una serie de diálogos con diferentes expertos con la finalidad de construir iniciativas alternas para hacerle frente a la emergencia, de igual forma, desde estos espacios se ha cuestionado el actuar del gobierno del presidente Andrés Manuel López Obrador y del subsecretario de Prevención y Promoción de la Salud, Hugo López-Gatell, frente a la emergencia.
El 9 de septiembre del 2020, a nombre de dicho grupo y firmado por seis exsecretarios de Salud, incluido Salomón Chertorivski, se presentó un documento titulado “La gestión de la pandemia en México, análisis preliminar y recomendaciones urgentes”, donde, como su nombre indica, se hacía un análisis de la gestión gubernamental del COVID-19 en México y una serie de recomendaciones para contener la pandemia, que para ese momento ya había cobrado la vida de al menos 68,000 personas.
Este encuentro cobró particular relevancia luego de que el subsecretario Hugo López-Gatell, ironizó sobre el contenido de este trabajo, situación que generó gran controversia en la opinión pública al mencionar que la pandemia podría terminarse a través de una buena gestión en 8 semanas.